# Icius insolidus
Icius insolidus là một loài nhện trong họ Salticidae.
Loài này thuộc chi Icius. Icius insolidus được Wanda Wesołowska miêu tả năm 1999.